# Низове бродіння
Низове́ броді́ння — тип бродіння, що проводиться за допомогою дріжджів Saccharomyces uvarum або Saccharomyces carlsbergensis і є сучаснішим способом виробництва пива. Після ферментації дріжджі опускаються на дно посудини, звідти і назва «низове». Низове бродіння відбувається при температурі від 4 до 9 °C. Через низьку температуру утворюється менше грибків і мікробів, ніж при верховому бродінні, тому такі сорти пива довше зберігаються.